# Oșand, Bihor
Oșand este un sat în comuna Husasău de Tinca din județul Bihor, Crișana, România.